# AugenBlick
AugenBlick – Konstanzer Hefte zur Medienwissenschaft (früher: Augen-Blick – Marburger Hefte zur Medienwissenschaft) ist eine medienwissenschaftliche Zeitschrift, gegründet 1985 als Teil der Bemühungen, in Marburg ein Zentrum für medienwissenschaftliche Forschungen aufzubauen. Seit 2013 wird sie von der Arbeitsgruppe Medienwissenschaft an der Universität Konstanz veröffentlicht.
Herausgegeben von Beate Ochsner, Isabell Otto, Bernd Stiegler und Alexander Zons (Universität Konstanz). In Zusammenarbeit mit Heinz B. Heller (Philipps-Universität Marburg).

## Inhaltliches
Die Zeitschrift hat den Anspruch, das gesamte Spektrum aktueller medienwissenschaftlicher Forschung zu berücksichtigen. Sie befasst sich mit den Schnittstellen zur Kunst- und Kulturwissenschaft und bewegt sich damit in einem interdisziplinären kulturwissenschaftlichen Forschungsumfeld. In den verschiedenen essayistischen Beiträgen und Interviews wird der Schwerpunkt auf Themen der Film- und Fernsehwissenschaft gelegt. Darüber hinaus werden aber auch Fragestellungen aus der Mediengeschichte, der Bildtheorie sowie der Audioästhetik diskutiert. Dabei werden stets aktuelle Tendenzen aufgegriffen und in die Beiträge mit einbezogen.